# Taylor Louderman
Taylor Elizabeth Louderman (Madison, 21 dicembre 1990) è un'attrice e cantante statunitense, nota soprattutto come interprete di musical.

## Biografia
Ha fatto il suo debutto professionale all'età di dieci anni, nella produzione dell'Ozark Actors Theatre di Rolla del musical Annie. Nel 2012 lascia gli studi all'Università del Mitchigan per unirsi al tour statunitensé di Bring It On: The Musical, con cui debutta a Broadway nello stesso anno.
Dopo altri ruoli in produzioni regionali a St Louis come Grease (2013), Hairspray (2015) e Aida (2016), Louderman torna a Broadway con il musical Kinky Boots nel 2017. Nel 2018 è nuovamente a Broadway nel ruolo di Regina George in Mean Girls, un'interpretazione che gli vale una candidatura all'Outer Critics Circle Award, il Drama League Award ed il Tony Award alla miglior attrice protagonista in un musical.

## Filmografia

### Attrice

#### Cinema
- Shadowland, regia di Wyatt Weed (2008)
- Frozen on Broadway: First Look, regia di John Walton West – cortometraggio (2014)
- Life of an Actress: The Musical, regia di Paul Chau (2014)

#### Televisione
- Peter Pan Live!, regia di Rob Ashford e Glenn Weiss – film TV (2014)
- High Maintenance – serie TV, episodio 1x01 (2016)
- The Good Fight – serie TV, episodi 2x13-3x01-3x02 (2018-2019)
- The Loudest Voice - Sesso e potere (The Loudest Voice) – miniserie TV, puntate 04-06-07 (2019)
- Evil – serie TV, episodi 1x10-2x10-3x03 (2019-2022)
- Kenan – serie TV, 10 episodi (2021-in corso)

### Doppiatrice
- Sunny Day – serie animata, 13 episodi (2017-2018)
- Kipo e l'era delle creature straordinarie (Kipo and the Age of Wonderbeasts) – serie animata, episodio 1x08 (2020)